# Baltika Kaliningrad
Baltika (Russisch: Футбольный Клуб Балтика Калининград, Futbolni Klub Baltika Kaliningrad) is een Russische voetbalclub uit de stad Kaliningrad van de gelijknamige exclave aan de Oostzee.

## Geschiedenis
De club werd op 22 december 1954 opgericht als Pisjtsjevik Kaliningrad en veranderde in 1958 de naam in Baltika.
In 1957 nam de club voor het eerst deel aan de Sovjet-competitie en kon zich tegen 1971 opwerken naar de derde klasse waar het tot 1991 speelde.
Na de verbrokkeling van de Sovjet-Unie startte de club in 1992 in de Russische derde klasse en promoveerde meteen naar de tweede klasse. Na een vierde en een derde plaats werd de club kampioen in 1995 en promoveerde zo voor het eerst naar de hoogste klasse (Premjer-Liga). Het eerste seizoen daar was meteen een succes met een zevende plaats en een daaraan gekoppeld Intertoto ticket voor seizoen 1998. In het tweede seizoen werd de 9de plaats bereikt en na het derde seizoen degradeerde de club.
Na drie seizoenen degradeerde de club opnieuw maar kon na één seizoen terugkeren naar de tweede klasse. Bij de terugkeer werd de zevende plaats bereikt maar de club kon de lijn niet doortrekken en degradeerde het volgende seizoen opnieuw. Ook deze keer kon de club opnieuw meteen terugkeren en verzekerde meteen het behoud.
De club speelde tot 2018 in het Baltika-Stadion. Nadat bekend werd dat Kaliningrad een speelstad werd voor het WK 2018 werd een nieuwe voetbaltempel, het Stadion Kaliningrad gebouwd, waar Baltika in 2018 zijn intrek in nam. In 2023 promoveerde de club naar de Premjer-Liga, maar moest na één seizoen weer een stapje terugzetten. 

## Baltika in Europa
Uitslagen vanuit gezichtspunt Baltika Kaliningrad
| Seizoen | Competitie    | Ronde | Land                          | Club                   | Totaalscore | 1e W    | 2e W    | PUC |
| ------- | ------------- | ----- | ----------------------------- | ---------------------- | ----------- | ------- | ------- | --- |
| 1998    | Intertoto Cup | 1R    | Vlag van Bulgarije            | Spartak Varna          | 5-1         | 4-0 (T) | 1-1 (U) | 0.0 |
|         |               | 2R    | Vlag van Slowakije            | FK Ozeta Dukla Trenčín | 2-1         | 1-0 (U) | 1-1 (T) | 0.0 |
|         |               | 3R    | Vlag van Servië en Montenegro | Vojvodina Novi Sad     | 2-4         | 1-4 (U) | 1-0 (T) | 0.0 |